# Poa hirtiglumis
Poa hirtiglumis är en gräsart som beskrevs av Joseph Dalton Hooker. Poa hirtiglumis ingår i släktet gröen, och familjen gräs. Inga underarter finns listade i Catalogue of Life.